# Nederlandse kampioenschappen schaatsen afstanden 2001 - 1500 meter vrouwen
De Nederlandse kampioenschappen schaatsen afstanden 2001 - 1500 meter vrouwen worden gehouden in november 2000 in De Uithof in Den Haag. 
Titelverdedigster is Wieteke Cramer die de titel pakte tijdens de Nederlandse kampioenschappen schaatsen afstanden 2000

## Uitslag
| #      | Schaatser          | Tijd    |
| ------ | ------------------ | ------- |
| Goud   | Renate Groenewold  | 2.04,41 |
| Zilver | Barbara de Loor    | 2.04,63 |
| Brons  | Tonny de Jong      | 2.04,75 |
| 4      | Wieteke Cramer     | 2.05,41 |
| 5      | Judith Straathof   | 2.05,64 |
| 6      | Annamarie Thomas   | 2.06,01 |
| 7      | Marianne Timmer    | 2.06,51 |
| 8      | Sandra 't Hart     | 2.06,98 |
| 9      | Marieke Wijsman    | 2.07,09 |
| 10     | Andrea Nuyt        | 2.07,17 |
| 11     | Helen van Goozen   | 2.08,98 |
| 12     | Christine Heins    | 2.09,04 |
| 13     | Carien Kleibeuker  | 2.09,40 |
| 14     | Mireille Reitsma   | 2.09,96 |
| 15     | Martine Oosting    | 2.10,02 |
| 16     | Els Murris         | 2.12,18 |
| 17     | Marja van der Werf | 2.14,40 |

1987 · 
1988 · 
1989 · 
1990 · 
1991 · 
1992 · 
1993 · 
1994 · 
1995 · 
1996 · 
1997 · 
1998 · 
1999 · 
2000 · 
2001 · 
2002 · 
2003 · 
2004 · 
2005 · 
2006 · 
2007 · 
2008 · 
2009 · 
2010 · 
2011 · 
2012 · 
2013 · 
2014 · 
2015 · 
2016 · 
2017 · 
2018 · 
2019 · 
2020 · 
2021 · 
2022 · 
2023 · 
2024 · 
2025